# Le Moule
Le Moule, llamada en criollo Moul, es una comuna francesa situada en el departamento de Guadalupe, de la región de Guadalupe. 
El gentilicio francés de sus habitantes es Mouliens y Mouliennes.

## Situación
La comuna está situada en el medio de la costa este de la isla guadalupana de Grande-Terre.

## Toponimia
Su nombre deriva de môle, que significa en francés rompeolas, malecón.

### Barrios y/o aldeas
Alleaume, Bacquié, Barthel, Bauvel, Belle-Mare, Bellevue, Bénin, Blanchard, Bois-Baron, Bosid-David, Boisvin, Bon-Ami, Bonan, Bory, Cadenet, Caféière, Caillebot, Calebasse, Carrère, Champs-Grille-1, Champs-Grille-2, Château-Gaillard, Cocoyer, Creuilly, Damencourt, Després, Dubec, Duteau, Durival, Eau-Blanche, Engerville, Fréchou, Gardel, Gascon, Gilles Arçon, Gissac, Gondrécourt, Guénette, Kerloury, La Baie, La Croix, La Fontaine, La Houssaie, La Mineure, L'Anglais, La Roche, La Rosette, La Source, Laplante, Larobitte, Lauréal, L'Autre-Bord, Lazare, L'Écluse, Lemercier, Létaye, Lecasseur, L'Oranger, Mahaudière, Malescot, Marcel, Massé, Maudet, Matignon, Méthiviers, Monpalisir, Morel, Morne Clarisse, Néron, Noroeste, Palais-Sainte-Marguerite, Pavée, Petite Guinée, Port-Blanc, Portland, Rousseau, Saint-Guillaume, Sainte-Marguerite, Saint-Nicholas, Sergent, Sommabert, Sousse, Vieille-Case y Zevallos.

### Demografía
| Gráfica de evolución demográfica de Le Moule entre 1961 y 2012 |
|                                                                |

Fuente: Insee

### Comunas limítrofes
| Noroeste: Petit-Canal             | Norte: Mar Caribe   | Noreste: Mar Caribe |
| Oeste: Morne-à-l'Eau y Les Abymes |                     | Este: Mar Caribe    |
| Suroeste Sainte-Anne              | Sur: Saint-François | Sureste: Mar Caribe |